# 简·安德鲁
简·安德鲁（英語：Jan Andrew，1943年11月25日—），澳大利亚女子游泳运动员。她曾代表澳大利亚参加1960年夏季奥林匹克运动会游泳比赛，获得女子4×100米混合泳接力银牌和女子100米蝶泳铜牌。